# Stinkender Lorbeer
Stinkender Lorbeer (Ocotea foetens) ist eine Pflanzenart aus der Gattung Ocotea innerhalb der Familie der Lorbeergewächse (Lauraceae).

## Beschreibung

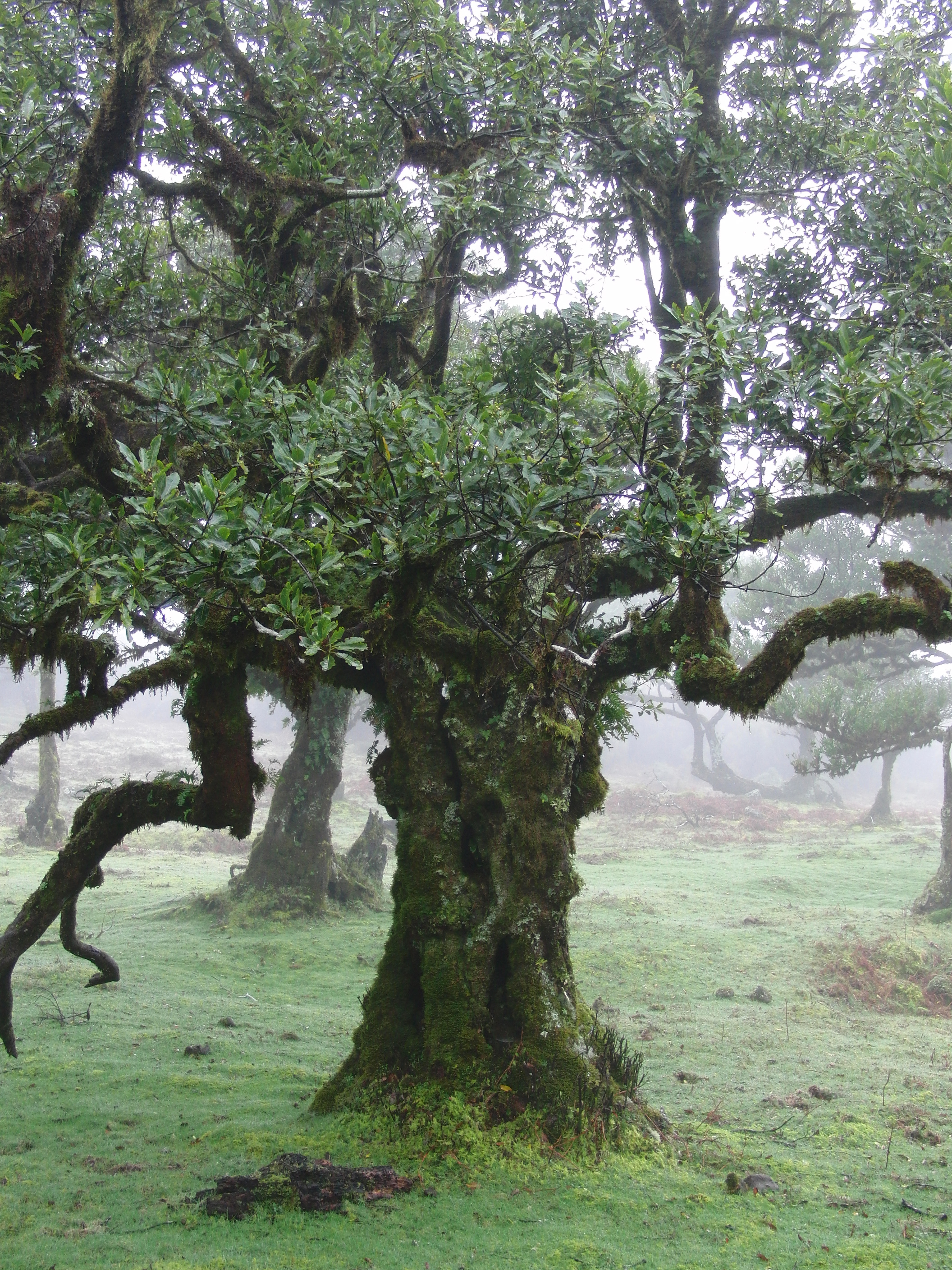
Habitus im Habitat auf Madeira

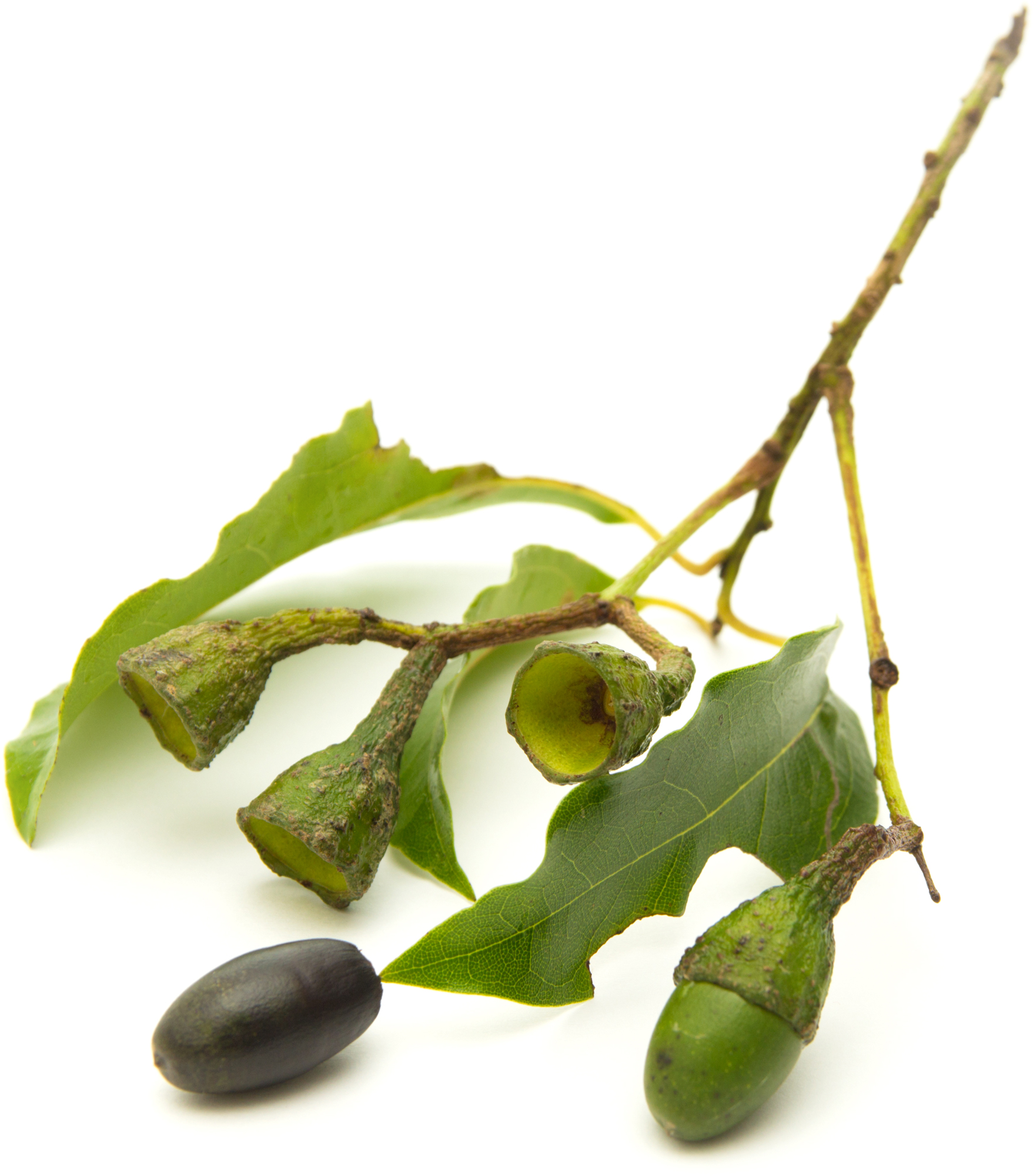
Früchte

### Vegetative Merkmale
Stinkender Lorbeer ist ein immergrüner Baum der Wuchshöhen von bis zu 37 Metern erreicht. Der Stammdurchmesser erreicht bis 2,5 Meter. Die Borke ist relativ glatt und bräunlich bis gräulich. Das Holz, ein Stinkholz, ist hart, dunkel und gilt als wertvoll. In frischem Zustand verströmt es einen unangenehmen Geruch.
Die kurz gestielten und leicht ledrigen Laubblätter sind wechselständig angeordnet. Der junge, grüne Spross ist charakteristisch fünfkantig, wodurch man diese Baumart von verwandten Lorbeergewächsen unterscheiden kann. Die einfache und ganzrandige, kahle Blattspreite ist eiförmig bis verkehrt-eiförmig oder elliptisch, sowie oberseits dunkelgrün und glänzend. Die Spitze ist rundspitzig oder spitz, seltener abgerundet. Ein charakteristisches Merkmal der Laubblätter sind die in den Achseln der unteren Seitennerven vorhandenen zwei bis drei auffälligen, großen Drüsen mit starker Behaarung.

### Generative Merkmale
Die Blütezeit reicht von Juni bis September. Die Blüten sind in lockeren, fast kahlen Rispen an den Enden der Zweige angeordnet. Die weiß-gelben, duftenden, gestielten und kleinen, meist zwittrigen oder funktionell eingeschlechtlichen Blüten mit einfacher Blütenhülle sind dreizählig. Die innen fein behaarten 6 Tepalen stehen in zwei ungleichen Kreisen am kleinen Blütenbecher. Es sind 9 kurze Staubblätter in drei Kreisen, im inneren Kreis mit paarigen Drüsen, und innen 3 Staminodien vorhanden oder es sind 12 Staminodien. Der kahle Fruchtknoten oder Pistillode ist mittel- bis halboberständig mit kurzem, dickem Griffel und flacher, kopfiger Narbe.
Die ellipsoiden, glatten Früchte, Beeren, sind ungefähr 2–3 Zentimeter groß, olivenförmig und fleischig. Im reifen Zustand sind sie blauschwarz. Die Früchte sitzen ähnlich wie Eicheln in verhärteten und becherförmigen Fruchtbechern.

## Vorkommen
Stinkender Lorbeer kommt auf den Kanarischen Inseln La Palma, La Gomera, El Hierro, Teneriffa und Gran Canaria sowie auf Madeira vor. Der Stinkende Lorbeer wächst in den Lorbeerwäldern und ist an feuchten Standorten häufiger zu finden.
In fragmentierten Verbreitungsgebieten auf den Kanaren und Madeira sind die Populationen dieser seltenen Art isoliert und durch Habitatverlust und Holzeinschlag besonders bedroht.